# Pecteilis
Pecteilis – rodzaj roślin z rodziny storczykowatych (Orchidaceae). Obejmuje 10 gatunków występujących w Azji w takich rajach i regionach jak: Asam, Bangladesz, Borneo, Kambodża, Chiny, Himalaje, Hajnan, Indie, Japonia, Jawa, Półwysep Koreański, Laos, Małe Wyspy Sundajskie, Malezja Zachodnia, Moluki, Mjanma, Nepal, Nowa Gwinea, Pakistan, Celebes, Tajlandia, Wietnam.

## Systematyka
Rodzaj sklasyfikowany do podplemienia Orchidinae w plemieniu Orchideae, podrodzina storczykowe (Orchidoideae), rodzina storczykowate (Orchidaceae), rząd szparagowce (Asparagales) w obrębie roślin jednoliściennych.
Wykaz gatunków
- Pecteilis cambodiana (Gagnep.) Aver.
- Pecteilis cochinchinensis (Gagnep.) Aver.
- Pecteilis gigantea (Sm.) Raf.
- Pecteilis hawkesiana (King & Pantl.) C.S.Kumar
- Pecteilis henryi Schltr.
- Pecteilis korigadensis Jalal & Jayanthi
- Pecteilis ophiocephala (W.W.Sm.) Ormerod
- Pecteilis radiata (Thunb.) Raf.
- Pecteilis susannae (L.) Raf.
- Pecteilis triflora (D.Don) Tang & F.T.Wang